# تلال كويوت

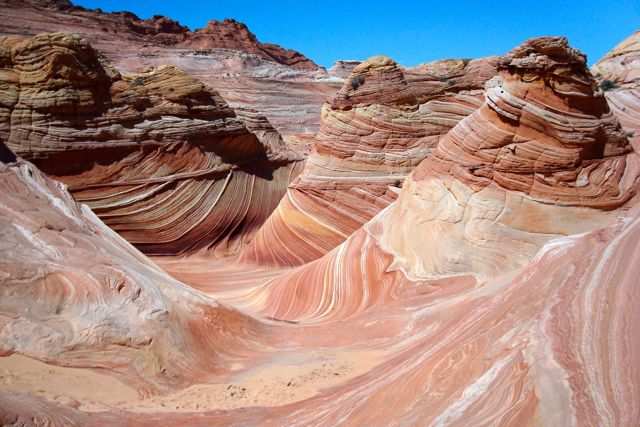
The Wave

تلال كويوت أو كويوت بوتس (بالإنجليزية: Coyote Buttes) هي جزء من المحمية الوطنية فرمليون كليفس في ولاية أريزونا بالولايات المتحدة الأمريكية. تتسم تلال كويوت بشكلها الموجي الرتقالي الباهر للنظر. وهي على ارتفاع 158 متر وتبلغ طول منطقتها بـ 8و9كيلومتر. جميلة جدا عند انعكاس أشعة الشمس عليها، تبهر الأنظار وربما تاه المتجول فيها. تسمح الإدارة المحلية بنزول 20 سائح فقط فيها في اليوم، حيث يصعب البحث عن التائهين فيها.

## الموقع
تكون تلال الكيوت الشريط الغربي لهضبة باريا وهي منطقة صحراوية جافة. تحدها من الشرق والجنوب «بوفرتي فلاتس» ومن الشمال والغرب «كويوت ووش». تصل أعلى نقطة لتلال كويوت 1932 متر، وهي تقع في أريزونا في منطقة تسمى «فرمليون كليفس ناشيونا مونيمنتس». تقرب شمالا من ولاية يوتا (كين كاونتي).
تشمل  تلال كويوت  عدة مناطق تلال تختلف عن بعضها البعض، وأشهرها «ذا ويف» The Wave .

## الجيولوجيا
تلال كويوت هي جزء من هضبة كولورادو، والتي يوجد فيها أيضا هذا النوع من الصخور. وفي جزئها الغربي حيث عمل التآكل المناخي وجريان المياه فترة على تشكيل المنطقة بشكلها الحالي الخلاب. فتبدو صخور وطبقات رسوبية مختلفة الألوان ويغلب عليها اللون البرتقالي من نوع الحجر الرملي «نفايو». معظم تلك الطبقات تكونت خلال العصر الثلاثي، والعصر الجوراسي.

## معرض الصور

Coyote Buttes
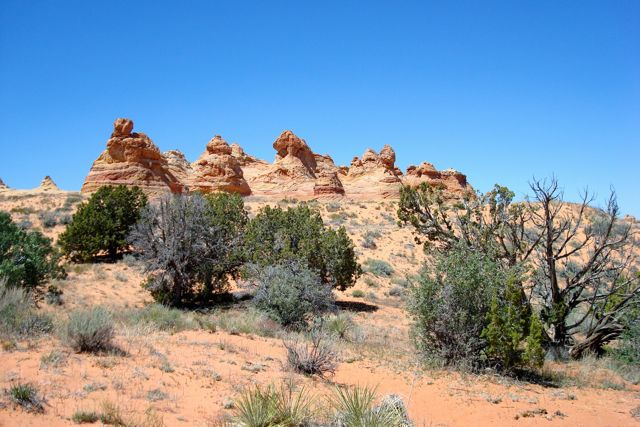
Cottonwood Teepees
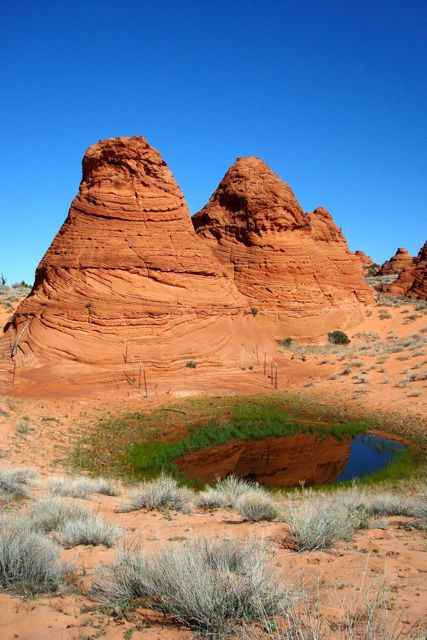
Paw Hole Teepees
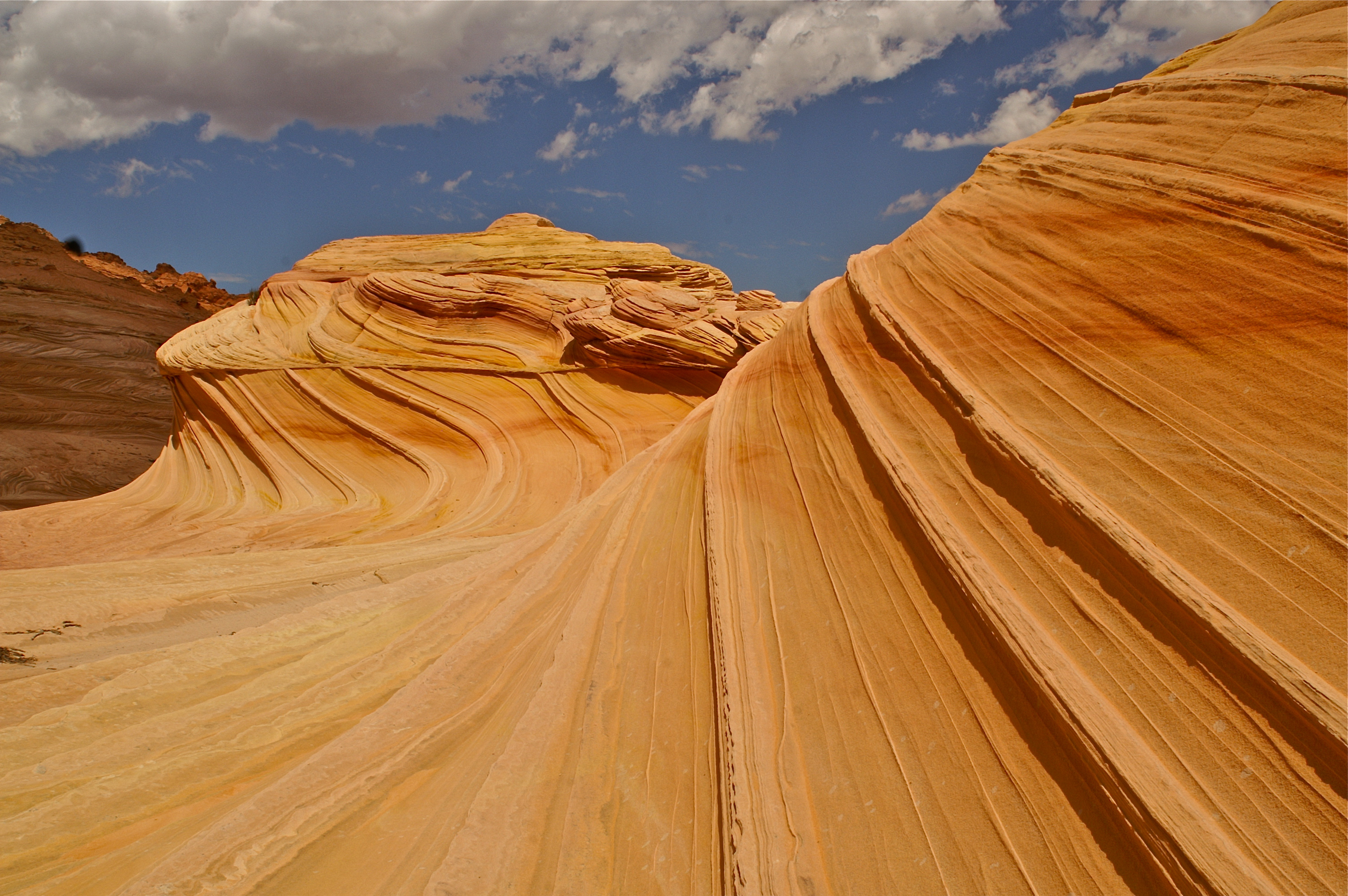
Second Wave
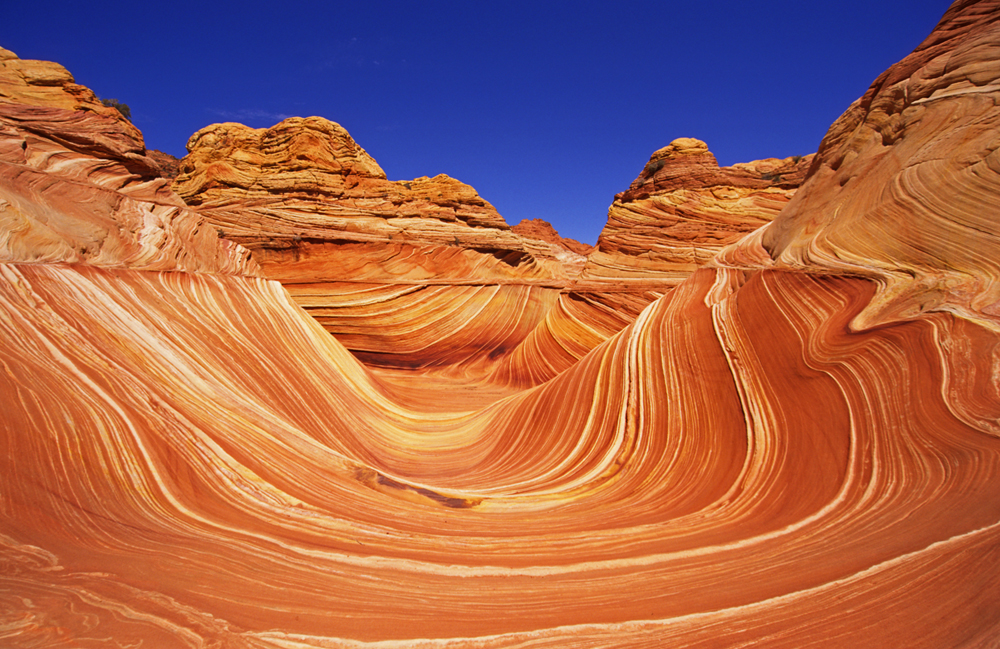
"ذا ويف " في "تلال كويوت"

## اقرأ أيضا
- تلال رملية
- محمية وطنية فرمليون كليفس
- غراند كانيون
- جيولوجيا جراند كانيون
- أخدود بليد ريفر

- تلال رملية